# O'Connors Rock
O'Connors Rock är en kulle i Antarktis. Den ligger i Sydshetlandsöarna. Argentina, Chile och Storbritannien gör anspråk på området. Toppen på O'Connors Rock är 20 meter över havet.
Terrängen runt O'Connors Rock är kuperad. Havet är nära O'Connors Rock åt sydväst. Trakten är glest befolkad. Närmaste befolkade plats är Commandante Ferraz Station, 1,4 km sydväst om O'Connors Rock. 